# Precambrian Research
Precambrian Research (с англ. «исследования докембрия») — англоязычный рецензируемый научный журнал в сфере наук о Земле, издаётся с 1974 года. Журнал аффилирован с Подкомиссией по стратиграфии докриогения.
Импакт-фактор по итогам 2022 года составляет 3.8.

## О журнале
В журнале публикуются результаты исследований по разнообраным аспектам изучения ранней истории Земли:
- химическая, биологическая эволюция, происхождение жизни, ранняя летопись ископаемых организмов, палеобиология, эволюция океанов и атмосферы;
- геохронология, изотопная и элементная геохимия;
- докембрийские местонахождения полезных ископаемых;
- геофизика, эволюция литосферы Земли

Периодичность журнала: 16 номеров в год.

## История журнала
Precambrian Research был основан в 1974 году как официальный журнал Подкомиссии по стратиграфии докембрия Международного союза геологических наук (сейчас — Подкомиссия по стратиграфии докриогения).